# Gertrude Ansell
Pour les articles homonymes, voir Ansell.
Gertrude Mary Ansell (2 juin 1861 - 7 mars 1932) est une suffragette, militante pour le bien-être des animaux et contre la vivisection et femme d'affaires britannique. Elle est connue pour s'en être prise au portrait du duc de Wellington à la Royal Academy en mai 1914.

## Biographie
Gertrude Ansell naît le 2 juin 1861, dans le quartier londonien de Bloomsbury, troisième enfant et la fille unique du métallurgiste George Frederick Ansell (en) (1826–1880) et de sa femme, Sarah (née Cook). Son père a, en 1856, été nommé à un poste de commis à la Monnaie royale avec pour mission d'éliminer le gaspillage et la mauvaise gestion, mais est contraint de renoncer à son poste en 1868. Il meurt en 1880, laissant la famille avec peu de ressource. Dès 1881, Gertrude Ansell travaille dans un bureau de téléphone et, en 1900, elle crée sa propre société de dactylographie qui connaît une certaine prospérité. 
La pensée de Gertrude Ansell est dominée par le bien-être des animaux et l'émancipation des femmes. En 1909, elle devient trésorière bénévole de l'Animal Defence and Anti-Vivisection Society (en) et l'une des organisatrices du Congrès international anti-vivisection et de protection des animaux de cette année-là.
Elle est convaincue que la situation économique des femmes ne sera jamais satisfaisante sans la liberté politique et, en décembre 1906, elle rejoint la Women's Social and Political Union (WSPU). Ansell prend part à la Mud March du 9 février 1907 à Hyde Park à un moment où 4 000 personnes, à la fois des suffragettes des National Union of Women's Suffrage Societies (NUWSS) et des suffragettes plus militantes de la WSPU, ont écouté Millicent Fawcett et beaucoup étaient moins sensibles au discours de James Keir Hardie en faveur d'une « brigade de combat » pour obtenir le droit de vote des femmes. Le 13 octobre 1908, elle est arrêtée après avoir participé à un "raid" de la WSPU sur la Chambre des communes et elle est condamnée à un mois d'emprisonnement à la prison de Holloway.
Au cours des cinq années suivantes, Ansell participe à tous les grands manifestations de la WSPU, mais elle s'est engagée auprès de l'un de ses comités animaliers à ne pas participer à des activités militantes. Elle travaille pour le projet de loi sur l'exemption des chiens et le projet de loi sur le plumage, mais lorsqu'ils sont rejetés par la Chambre des communes en 1913, elle revient aux actions de la WSPU. Le 31 juillet, elle brise une vitre du Home Office et elle est condamnée à un mois de prison. Elle entame une grève de la faim puis est libérée en vertu du « Cat and Mouse Act ». Elle est de nouveau arrêtée le 30 octobre à la station de métro Holborn alors qu'elle vend le journal de la WSPU, The Suffragette. Le casier judiciaire a fait circuler sa photographie et sa description comme « suffragette militante connue » (1m75, yeux gris, cheveux grisonnants). Elle suit ensuite une série de grèves de la faim, de libération, de ré-arrestation et d'emprisonnement jusqu'à ce qu'elle réussisse à échapper à la police. 
Le 12 mai 1914, elle brise le portrait du duc de Wellington par Hubert von Herkomer à la Royal Academy of Arts avec une hache, causant 15 £ de dommages. Lors de son arrestation, elle aurait déclaré: "J'ai fait mon devoir et je souhaite que toutes les autres femmes fassent de même" . Elle est condamnée à six mois d'emprisonnement  mais cette fois elle n'est pas libérée et, parce qu'elle continue sa grève de la faim et de la soif, elle est nourrie de force. 

Elle est finalement libérée le 10 août, dans le cadre d'une amnistie pour les prisonniers suffragettes au début de la Première Guerre mondiale. Elle a été nourrie de force 236 fois. Ansell reçoit une Hunger Strike Medal , la citation gravée sur la barre est 'For Valour' et l'inscription indique
"Présenté à Joan Cather par la Women's Social and Political Union en reconnaissance d'une action courageuse, par laquelle un grand principe de justice politique a été justifié par l'endurance jusqu'à la dernière extrémité de la faim et des difficultés."
Les rubans des médailles sont aux couleurs de la WSPU, vert blanc et violet.
L'un de ses frères est l'avocat J.E. Ansell, qui publie plus tard une histoire du nom de sa famille. C'est à ses enfants que Gertrude Ansell lègue sa petite propriété. Elle décède à l'hôpital général de Saffron Walden le 7 mars 1932 à la suite d'une opération pour des calculs biliaires.